# Thermotoga maritima
Thermotoga maritima é uma espécie de bactéria hipertermófila que pertence à ordem Thermotogales. É um bacilo não esporulante gram-negativo. Olhando para o microscópio, é visto que está encapsulado dentro dum invólucro em forma de bainha, o que faz lembrar uma toga, daí o seu nome.

## História
Descoberta nos sedimentos duma área geotérmica marinha perto da Vulcano, Itália, a Thermotoga maritima vive em exsurgências termais e chaminés hidrotermais. O ambiente ideal para este organismo é água a uma temperatura de  80 °C, mas pode crescer em águas entre os 55º e 90 °C. Thermotoga maritima é a única bactéria que se conhece que pode crescer a uma temperatura tão alta; os outros e únicos organismos que também podem viver em ambientes tão extremos pertencem ao domínio Archaea. As capacidades hipertermófilas da T. maritima, juntamente com a sua antiga linhagem, sugerem que provavelmente é um organismo muito antigo.

## Metabolismo
É um organismo anaeróbico fermentativo quimiorganotrófico que cataboliza açúcares e polímeros e produz dióxido de carbono e gás hidrogénio como subprodutos da fermentação. Pode também metabolizar a celulose e o xilano rendendo H2, que potencialmente poderia ser utilizado como uma fonte de energia alternativa aos combustíveis fósseis. Adicionalmente, esta espécie de bactéria pode reduzir o Fe(III) para produzir energia utilizando a respiração anaeróbica. Foram identificadas várias proteínas de ferro-enxofre e flavoproteínas como possíveis transportadores de electrões que se poderiam usar na respiração celular. Porém, quando cresce com o enxofre como aceptor de eletrões final, não se produz nada de ATP. Pelo contrário, este processo elimina H2 inibidor produzido no seu metabolismo fermentativo. Em conjunto, estes atributos indicam que a T. maritima chegou a ser uma bactéria versátil com capacidade de metabolizar diversas substâncias para suster os seus processos vitais.

## Composição genómica
O genoma de T. maritima consiste num só cromossoma circular de 1,8 megabases, que codifica 1 877 proteínas. Em seu genoma, existem várias proteínas de choque térmico quentes e frio que muito provavelmente estão envolvidas na regulação metabólica e resposta a mudanças da temperatura ambientais.  Compartilha 24% do seu genoma com certas arqueas; isto supõem-se implicar é a maior porcentagem de solapamento duma bactéria com o genoma das arqueas. Esta alta semelhança sugere que houve transferência horizontal de genes entre as Archaea e os antepassados de T. marítimo " o que serviria para explicar por que o  T. marítimo" pode sobreviver a tais condições e temperaturas extremas.

## Evolução
T. maritima contém homólogos de vários genes de competição, o que indica que possui um sistema inerente para introduzir na sua célula material genético exógeno, possivelmente facilitando a troca genética entre esta bactéria e DNA livre. As análises filogenéticas do ARNr da sua subunidade ribossómica menor indicam que pertence a uma das maiores linhagens mais antigas de Bacteria. Além disso, os seus lípidos têm uma estrutura única que difere da de todas as outras bactérias.